# 硕龙镇
硕龙镇，是中华人民共和国广西壮族自治区崇左市大新县下辖的一个镇。

## 行政区划
硕龙镇下辖以下地区：
硕龙社区、隘江村、礼贤村、德天村、巷口村、义显村、义宁村、门村、岩应村和念典村。